# Gastronomía de Libia

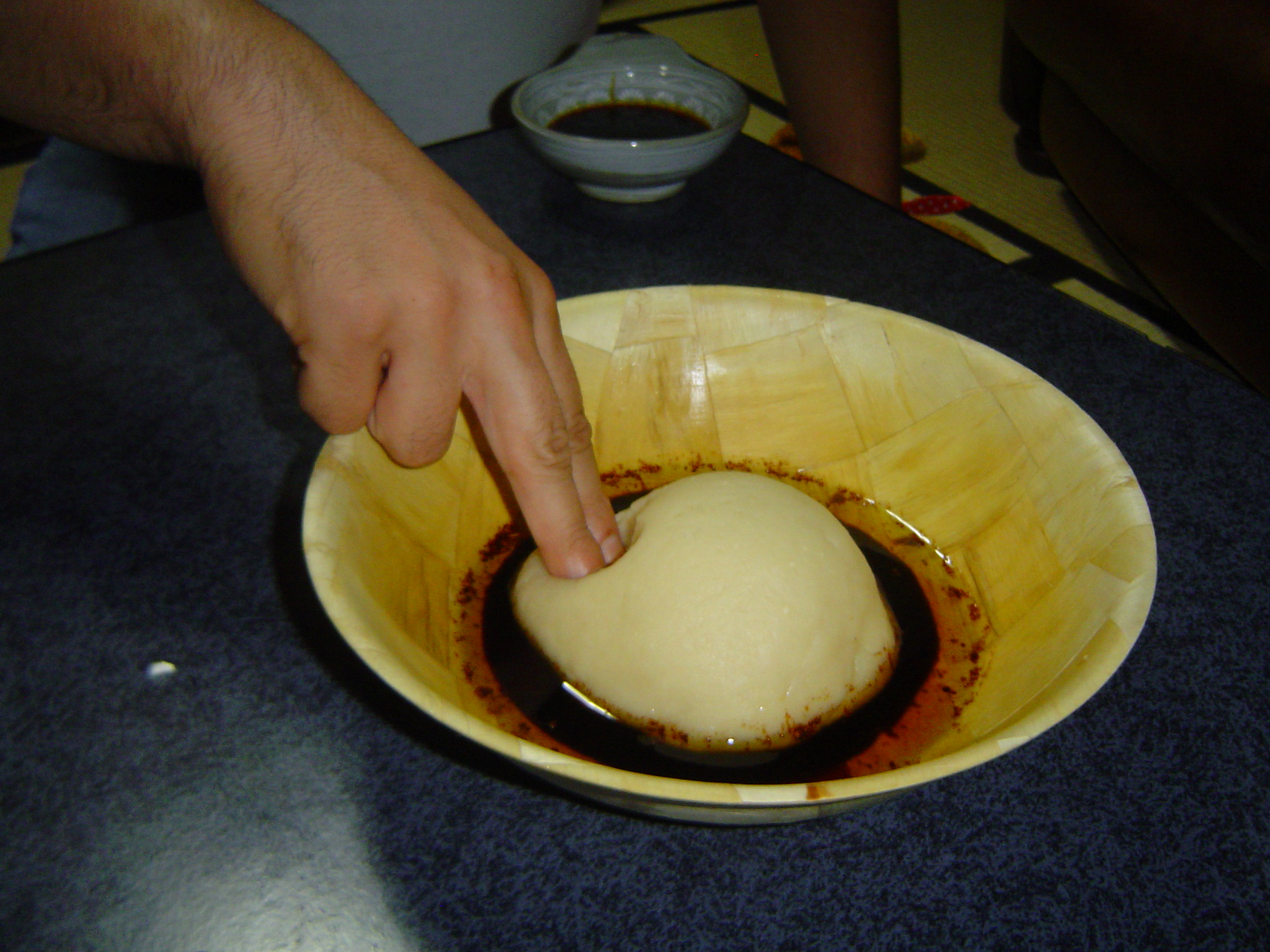
Asida libio servido con miel y ghee fundido de oveja; la forma tradicional de comer asida libio es hacerlo con los dedos índice y medio de la mano derecha.

Ubicación de Libia

La gastronomía de Libia deriva mayormente de las tradiciones culinarias mediterránea, norteafricana y bereber. Uno de los platos libios más populares es el bazin, un pan sin levadura preparado con cebada, agua y sal. El bazin se prepara hirviendo harina de cebada en agua y luego batiéndola para crear la masa usando un magraf, que es un palo único diseñado para este propósito. El consumo de carne de cerdo está prohibido, de acuerdo con la sharia, las leyes religiosas del islam. Trípoli es la capital de Libia, y la cocina está particularmente influenciada por la cocina italiana. La pasta es común, y muchos platos de mariscos están disponibles dentro de la cocina libanesa. La cocina del sur de Libia es tradicionalmente de mayor influencia árabe y bereber. Las frutas y verduras comunes incluyen higos, dátiles, naranjas, albaricoques y aceitunas. 

## Comidas y platos comunes

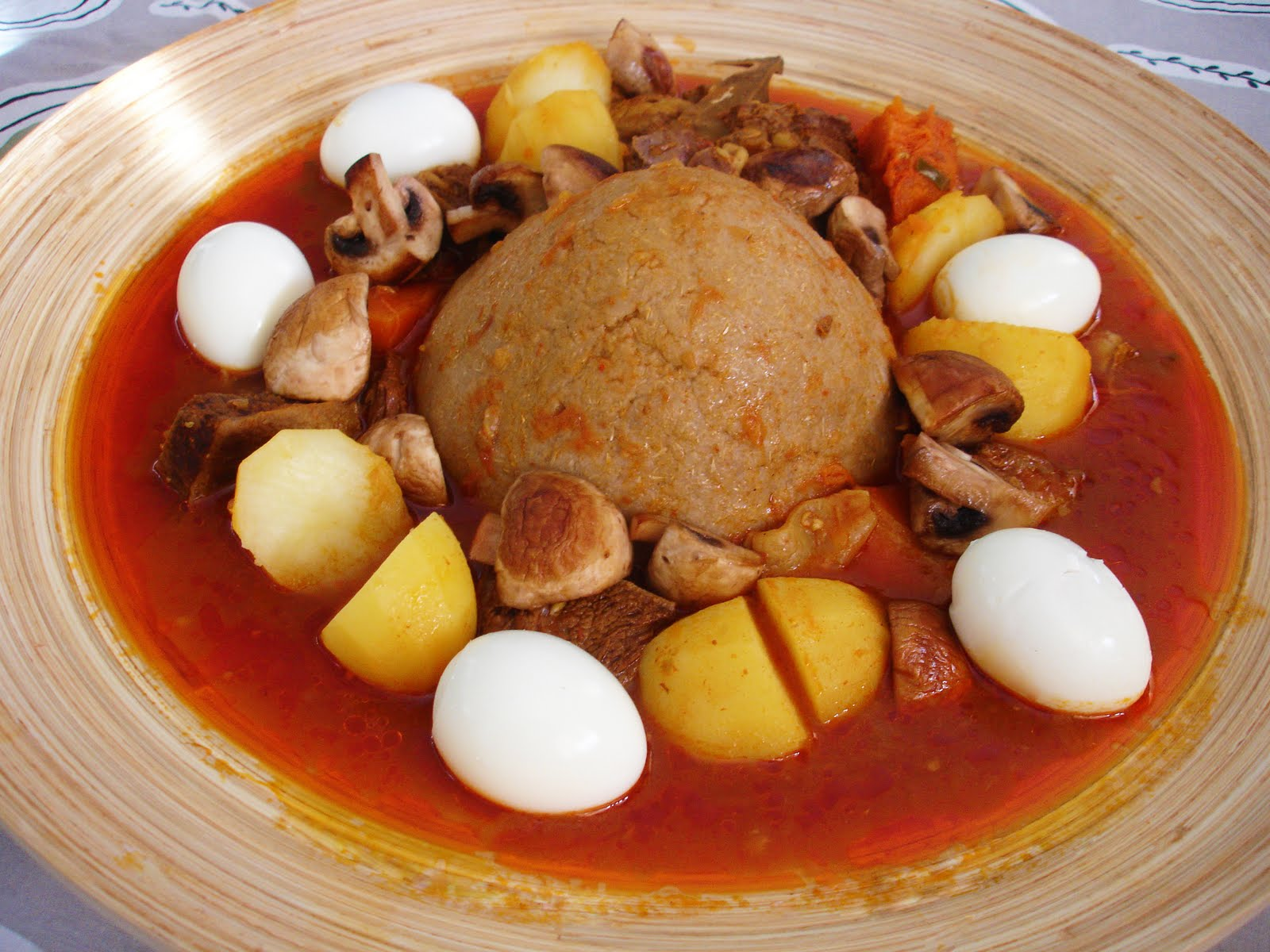
Bazin (al centro) servido con un estofado y huevos duros enteros

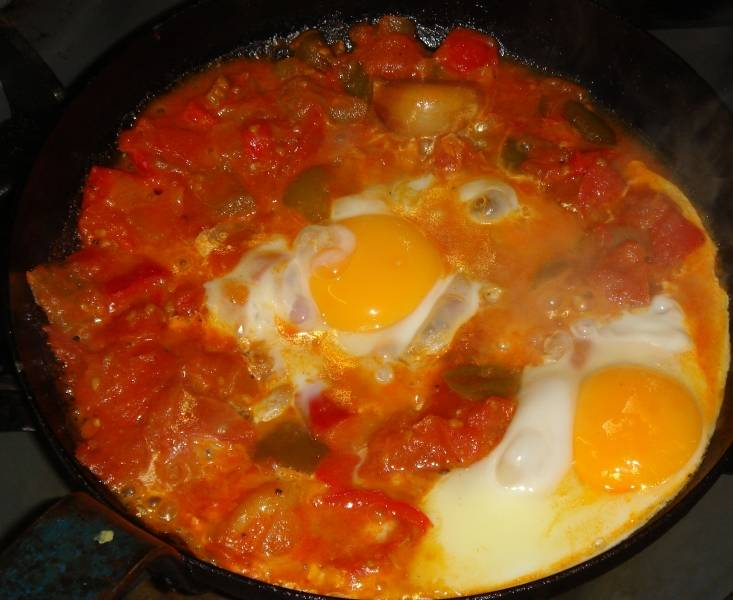
Shakshouka de huevo

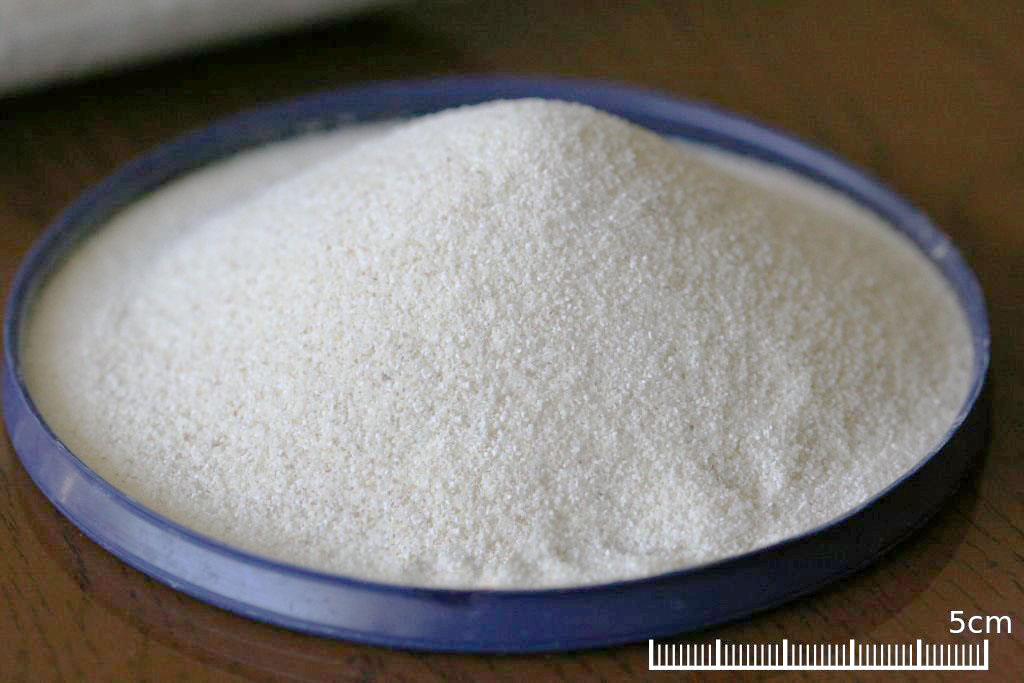
Sémola

Bazin es un alimento común libio hecho con harina de cebada y un poco de harina simple, que se hierve en agua con sal para hacer una masa dura, y luego se forma en una cúpula redondeada y lisa colocada en el centro del plato. La salsa alrededor de la masa se prepara friendo cebollas picadas con carne de cordero, cúrcuma, sal, pimienta de cayena, pimienta negra, fenogreco, pimentón dulce y pasta de tomate. También se pueden agregar papas a la receta. Finalmente, los huevos se hierven y se colocan alrededor de la cúpula. El plato se sirve con limón y chiles frescos o en escabeche, conocidos como amsyar. La batata mubattana (papa rellena) es otro plato popular que consiste en trozos de papa frita rellenos de carne picada con especias y cubiertos con huevo y pan rallado. 
Los alimentos y platos comunes adicionales incluyen: 
- Asida es un plato compuesto de un trozo de masa de harina de trigo cocida, a veces con mantequilla, miel o frotación adicional.
- Panes,[3] incluidos los panes planos
- Bureek, empanadillas
- Cuscús, un plato de sémola del norte de África
- Filfel chuma o maseer, salsa picante hecha de pimientos dulces y picantes en polvo y ajo machacado.
- Ghreyba, galletas de mantequilla[4]
- Harissa es la salsa de chile picante que se consume comúnmente en el norte de África. Los ingredientes principales incluyen chiles, como el chile de ojo de pájaro y los chiles serranos, y especias como la pasta de ajo, el cilantro, el chile rojo en polvo, la alcaravea y el aceite de oliva.[5]
- Hassaa, tipo de salsa
- Magrood, galletas rellenas de dátil
- Mhalbiya, tipo de arroz con leche
- Cordero, carne de una oveja adulta
- Rub es un jarabe espeso de color marrón oscuro muy dulce extraído de dátiles o algarroba que se usa ampliamente en Libia, generalmente con Asida.
- Shakshouka se prepara usando carne de cordero o cecina como la base de la comida, y se considera un plato de desayuno tradicional. [cita requerida]
- Sopa de shorba, cordero y verduras con menta y pasta de tomate
- Tajine, cordero especiado con salsa de tomate y pimentón
- Usban, una salchicha libia tradicional

### Postres y bebidas
- Makroudh
- Ghoriba
- Maakroun
- Drua - (Salep libio hecho de mijo)
- Mafruka
- Kunafa
- Pastel frío o Teramisu
- Malbiya
- Té libio, el té libio es una bebida espesa que se sirve en un vaso pequeño, a menudo acompañado de maní.[3] El café regular estadounidense / británico está disponible en Libia, y se conoce como "Nescafé" (un nombre inapropiado). También se consumen refrescos y agua embotellada. El té de menta Maghrebi también es una bebida popular.[cita requerida]

Todas las bebidas alcohólicas han sido prohibidas en Libia desde 1969, de acuerdo con la Sharia, las leyes religiosas del Islam.